# Чемпионат СССР по вольной борьбе 1988
44-й Чемпионат СССР по вольной борьбе проходил в Красноярске с 15 по 19 июня 1988 года.

## Медалисты
| Весовая категория   | Золото                        | Серебро                      | Бронза                          |
| ------------------- | ----------------------------- | ---------------------------- | ------------------------------- |
| Наилегчайший вес    | Гнел Меджлумян Ереван         | Сергей Карамчаков Красноярск | Рагиф Мамедов Ленинград         |
| Легчайший вес       | Владимир Тогузов Орджоникидзе | Василий Милинханов Улан-Удэ  | Сасун Егшатян Кировокан         |
| Полулёгкий вес      | Камалутдин Абдулдаудов Минск  | Абдулазиз Азизов Махачкала   | Багаутдин Мамаев Москва         |
| Лёгкий вес          | Степан Саркисян Кировокан     | Руслан Караев Махачкала      | Хазар Исаев Баку                |
| 1-й полусредний вес | Артур Муталибов Махачкала     | Борис Будаев Улан-Удэ        | Абдулла Магомедов Красноярск    |
| 2-й полусредний вес | Насыр Гаджиханов Махачкала    | Гамзат Хазамов Махачкала     | Сайд-Хусейн Муртазалиев Грозный |
| 1-й средний вес     | Александр Тамбовцев Воронеж   | Лукман Жабраилов Махачкала   | Владимир Модосян Красноярск     |
| 2-й средний вес     | Махарбек Хадарцев Ташкент     | Санасар Оганисян Москва      | Абек Бисултанов Грозный         |
| Полутяжёлый вес     | Лери Хабелов Тбилиси          | Арават Сабеев Гродно         | Ахмед Атавов Красноярск         |
| Тяжёлый вес         | Давид Гобеджишвили Тбилиси    | Заза Турманидзе Тбилиси      | Геннадий Жильцов Красноярск     |